# Orthopodomyia siamensis
Orthopodomyia siamensis är en tvåvingeart som beskrevs av Thomas J. Zavortink 1968. Orthopodomyia siamensis ingår i släktet Orthopodomyia och familjen stickmyggor.
Artens utbredningsområde är Thailand. Inga underarter finns listade i Catalogue of Life.